# Joyce Moreno
Joyce Silveira Moreno (Rio de Janeiro, 31 de janeiro de 1948) é uma cantora, compositora e instrumentista brasileira da MPB.

## Carreira
Os primeiros registros de seu trabalho como cantora datam de 1964, quando participou de gravação em estúdio do disco Sambacana, de Pacífico Mascarenhas. Quatro anos depois, lançou seu primeiro disco, Joyce, pela gravadora Philips, assinando sozinha a autoria de cinco das dez músicas do álbum, além de uma parceria com o músico Jards Macalé. Desde então produziu mais 45 discos e dois DVDs, compôs cerca de 400 músicas e foi quatro vezes indicada ao Grammy Latino. Suas marcas registradas, desde o início da carreira, são a linguagem feminina na primeira pessoa e a habilidade com seu instrumento, o violão.
Como compositora, Joyce Moreno tem músicas gravadas por grandes nomes da MPB, entre os quais figuram Elis Regina, Maria Bethânia, Gal Costa, Milton Nascimento, Edu Lobo e Elizeth Cardoso; e por artistas estrangeiros, como Annie Lennox, Omara Portuondo, Claus Ogerman, The Black Eyed Peas, Gerry Mulligan e Wallace Roney. Suas criações também fazem parte das trilhas dos filmes O Jogador, de Robert Altman, e Legalmente Loira, de Robert Luketic.Coração Selvagem, canção composta em parceria com a japonesa Yoko Kanno, é cantada por Joyce na trilha sonora do anime (desenho japonês) Wolf's Rain, e também foi lançada como parte da trilha sonora oficial da série.

## Sucesso no Brasil
No Brasil, tornou-se nacionalmente conhecida em 1967, um ano antes de lançar o primeiro disco, ao classificar a canção Me disseram no II Festival Internacional da Canção (RJ),  mas o auge da popularidade foi entre o final da década de 1970 e o início da década de 1980, quando apresentou Clareana, uma música feita para as filhas, no Festival de Música Popular Brasileira da TV Globo. A canção obteve sucesso em todo o país e foi gravada no álbum Feminina, lançado naquele mesmo ano com um repertório em que também se destacaram a música título, Mistérios, Da Cor Brasileira e Essa Mulher. Na sequência, lançou uma série de trabalhos autorais gravados no Brasil e no exterior; álbuns dedicados às obras de Vinicius de Moraes, seu padrinho artístico, Tom Jobim, Elis Regina e Dorival Caymmi, para citar alguns; e discos em parceria com outros músicos.

## Carreira internacional
Ainda nos anos 80, começou a retomar sua presença no circuito internacional, uma marca de sua carreira nos anos 70, quando, substituindo o músico Toquinho, apresentou-se com o poeta Vinicius de Moraes em turnês pela América Latina e Europa. Foi um período em que gravou discos na Itália e nos Estados Unidos, por ocasião de uma temporada de shows em Nova York, em 1977. Em 1985, convidada a participar do Festival da Juventude, em Moscou, e do Yamaha Festival, no Japão, deu início a uma carreira no exterior que envolve turnês anuais em vários países da Europa, no Japão, nos Estados Unidos e no Canadá - agenda que concilia com apresentações no Brasil.
Em 2004 foi premiada nos Estados Unidos com o Lifetime Achievement International Press Award, concedido pela imprensa às personalidades que divulgam uma imagem positiva de seus países no exterior. Três anos antes, pelo mesmo motivo, havia recebido a chave da cidade de Johnstown, na Pensilvânia (EUA). Em 2015 entrou para a lista dos artistas homenageados pela Berklee College of Music, de Boston, nos Estados Unidos, tendo sua obra arranjada e interpretada pelos formandos e apresentada em um grande concerto no teatro da universidade. Na ocasião, recebeu homenagens da Câmara dos Vereadores de Boston e da Assembleia do Estado de Massachusetts por sua contribuição à cultura brasileira e por divulgar essa cultura internacionalmente. Joyce atua também como educadora, realizando workshops e master classes sobre sua música e a MPB em universidades de vários países.
No início de 1990, seu trabalho se tornou cada vez mais popular entre os DJs de Londres, o que levou sua música a novos públicos em todo o mundo na cena do acid jazz.
Foi na edição de estreia do Grammy Latino, em 2000, que Joyce Moreno recebeu sua primeira indicação ao prêmio, na categoria Melhor CD de Música Brasileira, com o álbum Astronauta, um tributo a Elis Regina gravado em 1998, em Nova York. Quatro anos depois foi a vez do samba A Banda Maluca figurar entre os candidatos ao prêmio de Melhor Canção da Língua Portuguesa. Em 2005 o CD Banda Maluca foi nomeado na categoria Melhor Álbum de Música Popular Brasileira. A quarta indicação ao Grammy Latino, também de melhor CD de música brasileira, ocorreu em 2010, com Slow Music.

## Primeiro livro e programas de TV
Jornalista formada no final dos anos 60, Joyce Moreno publicou, em 1997, o livro Fotografei Você na Minha Rolleiflex, que reúne histórias vivenciadas pela artista nos bastidores da música popular brasileira. Por conta da repercussão desse trabalho, passou a assinar, entre 1998 e 2000, uma crônica semanal no jornal O Dia. Além disso, durante dez anos (2006-2016) escreveu sobre experiências de vida, viagens e música em seu blog Outras Bossas.
Logo após publicar seu livro, começou a idealizar, produzir e apresentar programas de televisão para a TV MultiRio, da Prefeitura do Rio de Janeiro. Em 1999 lançou Cantos do Rio, série na qual fez um mapeamento que misturou a cidade e a música, entrevistando compositores e intérpretes em seus bairros de referência e inspiração musical. Em 2010 foi a vez da série No Compasso da História, composta por 15 documentários nos quais a História do Brasil é contada por meio de músicas da MPB. Dois anos depois apresentou o projeto Pequenos Notáveis, no qual abordou a infância de grandes compositores da música brasileira.

## Novo Livro, minissérie e CD
Em novembro de 2020, Joyce publicou Aquelas Coisas Todas, seu segundo livro de crônicas, editado em duas partes. Na primeira está a versão atualizada de Fotografei Você na Minha Rolleiflex, enquanto na segunda, intitulada Tudo é uma Canção, a artista apresenta novas histórias com base na ideia de que a MPB "tem resposta para tudo". Em reportagem sobre o lançamento, o jornal Estado de Minas destacou: "Manifestações contra a ditadura, viagens, festivais, movimentos musicais nascentes, como a bossa nova e a Tropicália, desentendimentos e confusões entre artistas que acabariam entrando para a história. Quando algo assim acontecia, Joyce Moreno estava lá."  
O livro teve grande repercussão na imprensa nacional e foi a base de uma minissérie de quatro capítulos apresentada no YouTube do SESC 24 de Maio, na qual a artista aborda textos do livros com relatos complementares e interpretações de canções relacionadas às histórias.    
Em paralelo, a gravadora Pau Brasil lançou em formato digital o disco Fiz uma Viagem - Songs of Dorival Caymmi, gravado em 2016 na Noruega e lançado no Japão no ano seguinte. Nesse trabalho, Joyce Moreno interpreta as canções do compositor baiano acompanhada do baixista Rodolfo Stroeter, também produtor do álbum, do pianista Hélio Alves e de Tutty Moreno, que assina bateria e percussão.  
A artista foi casada no começo dos anos 70 com o músico e compositor Nelson Angelo, com quem tem duas filhas que também são cantoras, Clara Moreno e Ana Martins , e desde 1977 é casada com o baterista Tutty Moreno, pai de sua terceira filha e parceiro de palcos e discos.

## Discografia
- Joyce (1968) Philips LP, CD
- Encontro marcado (1969) Philips LP, CD
- Posições (Como integrante do grupo A Tribo) (1971) Odeon LP
- Joyce (1971) Odeon Compacto simples
- Nelson Angelo & Joyce (1972) Odeon LP, CD
- Passarinho urbano (1976) Fonit-Cetra (Itália) LP e CD Lançado em 1977 no Brasil pela Continental.
- Feminina (1980) Odeon LP, CD
- Água e luz (1981) Odeon LP, CD
- Tardes cariocas (1983) Feminina Produções LP, CD PolyGram (1984). Far-Out Records (1997).
- Saudade do futuro (1985) Pointer LP
- Wilson Batista, o samba foi sua glória , com Roberto Silva (1986) Funarte/Continental LP
- Tom Jobim - os anos 60 (1987) SBK/EMI-Odeon LP, CD
- Negro demais no coração (1988) SBK/EMI-Odeon LP, CD
- Ao Vivo (1989) EMI-Odeon LP, CD
- Music Inside (1990) Verve/PolyGram (EUA) LP, CD
- Línguas e Amores (Language and love) (1991) Verve/PolyGram (EUA) LP, CD
- Revendo Amigos (1994) EMI-Odeon CD
- Delírios de Orfeu (1994) NEC Avenue (Japão) CD
- Live at Mojo Club (1995) Verve/PolyGram (Alemanha) LP, CD
- Sem você, com Toninho Horta (1995) Omagatoki (Japão) LP, CD
- Ilha Brasil (1996) EMI-Odeon (Brasil)/Omagatoki (Japão)/World Pacific-Blue Note (EUA) CD
- Astronauta (1998) Blue Jackel (EUA)/Pau-brasil (Brasil)/Omagatoki (Japão) CD
- Hard bossa (1999) Far Out Recordings (Inglaterra) LP, CD
- Tudo bonito , com João Donato (2000) Records/Sony Music LP, CD
- Gafieira Moderna (2001) Far Out Recordings (Inglaterra) LP, CD Biscoito Fino (Brasil)
- Bossa Duets (2003) Epic/Sony (Japão) CD
- Just A Little Bit Crazy (2003) Far Out Recordings (Inglaterra) LP, CD
- Banda Maluca (2003) Biscoito Fino CD
- Wolf's Rain Original Soundtrack Vol. 1 (2004) CD, Bandai (Japão) *
- Joyce & Banda Maluca - Ao vivo (2005) DVD
- Rio-Bahia, com Dori Caymmi (2006) Biscoito Fino/Pau-Brasil/Far Out Recordings (Inglaterra) CD
- Samba-Jazz & Outras Bossas com Tutty Moreno (2007) Far Out Recordings/Biscoito Fino CD
- Joyce Ao Vivo (2008) EMI CD, DVD
- Visions of Dawn, com Maurício Maestro e Naná Vasconcelos (2009) Far Out Recordings (Inglaterra) CD
- Celebrating Jobim, com WDR Big Band (2009) Omagatoki (Japão) CD
- Aquarius, com João Donato (2009) Biscoito Fino/Far Out Recordings (Inglaterra) CD
- Slow Music (2009) Biscoito Fino CD/Far Out Recordings (Inglaterra)
- Rio de Janeiro (2011) Biscoito Fino/ CD
- Tudo (2013) Biscoito Fino/Far Out Recordings (Inglaterra)/Omagatoki (Japão) CD
- Raiz (2014) Far Out Recordings (Inglaterra)/Columbia Japan CD
- Cool (2015) Far Out Recordings (Inglaterra) CD
- Poesia, com Kenny Werner (2015) Pirouet (Alemanha) CD
- Palavra e Som (2017) Biscoito Fino CD
- Fiz uma Viagem - Songs of Dorival Caymmi (2017) Rambling Records (Japão) CD
- Joyce Moreno - 50 (2018) Biscoito Fino CD
- Argumento - Canções de Sidney Miller, com Alfredo Del-Penho (2018) Kuarup Música CD
- Junto a: Steve Conte, Yoko Kanno, Raj Ramayya, Ilaria Graziano e Maaya Sakamoto